# Новостав (Ровненская область)
Новостав (укр. Новостав) — село в Зарянской сельской общине Ровненского района Ровненской области Украины.
Население по переписи 2001 года составляло 779 человек. Почтовый индекс — 35312. Телефонный код — 362. Код КОАТУУ — 5624684908.

## История
В 1946 г. Указом Президиума ВС УССР село Юридико-Новостав переименовано в Новостав.